# Csikéria
Csikéria – wieś w południowej części Węgier, w pobliżu miasta Bácsalmás, niedaleko granicy serbskiej.
Miejscowość leży na obszarze Wielkiej Niziny Węgierskiej, w komitacie Bács-Kiskun, w powiecie Bácsalmás. Gmina liczy 952 mieszkańców (2009) i zajmuje obszar 25,81 km².